# Jarosław Kwasow
Jarosław Ihorowycz Kwasow, ukr. Ярослав Ігорович Квасов (ur. 5 marca 1992 w Słowiańsku, w obwodzie donieckim, Ukraina) – ukraiński piłkarz, grający na pozycji napastnika.

## Kariera piłkarska
Wychowanek klubu Olimpik Donieck, barwy którego bronił w juniorskich mistrzostwach Ukrainy (DJuFL). Karierę piłkarską rozpoczął w 2009 w donieckim klubie, ale nie rozegrał żadnego meczu i latem 2011 przeszedł do Zorii Ługańsk. W styczniu 2014 został wypożyczony do estońskiego JK Sillamäe Kalev. W styczniu 2016 wrócił do ługańskiego klubu. W grudniu 2016 opuscił Ługańsk. 22 lutego 2017 został piłkarzem Dinamo Batumi. 6 stycznia 2018 opuścił batumski klub.

## Sukcesy i odznaczenia

### Sukcesy klubowe
JK Sillamäe Kalev
- wicemistrz Ukraińskiej Pierwszej Ligi: 2014

Zoria Ługańsk
- finalista Pucharu Ukrainy: 2015/16